# Phil Boggs
Phil Boggs (n. 29 decembrie 1949, Akron, Ohio, SUA – d. 4 iulie 1990, Miami, Florida, SUA) a fost un săritor în apă ce a reprezentat Statele Unite ale Americii, medaliat olimpic. A participat la o ediție a Jocurilor Olimpice (1976) în care a câștigat o medalie de aur.

## Participări
Lista de mai jos prezintă principalele competiții la care a participat Phil Boggs de-a lungul carierei.
- diving at the 1976 Summer Olympics – men's 3 metre springboard[*]